# Тауненд, Оливер
Оливер Дэвид Тауненд (англ. Oliver Townend; род. 15 ноября 1982, Хаддерсфилд, Уэст-Йоркшир) — британский конник, олимпийский чемпион в командном троеборье. Среди его побед — командное золото на Чемпионатах Европы 2007, 2009 и 2017 годов, а также победы на соревнованиях Badminton Horse Trials, Burghley Horse Trials и Kentucky Three Day Event. Представлял Великобританию на Всемирных конных играх в 2006 и 2014 годах. В 2016 году он стал чемпионом серии Event Rider Masters. Дважды становился номером один в мире по конному спорту — в 2009 и в 2018 годах, а также семь раз номером один в Великобритании с 2009 года.

## Биография
Тауненд вырос в Скапегоут-Хилле, небольшом поселке на болотах недалеко от Хаддерсфилда в Западном Йоркшире. В 11 лет он выиграл соревнования по конкуру среди новичков на Horse of the Year Show на лошади Cool Mule, в 13 лет участвовал в Чемпионате Европы по конному спорту среди пони, в 16 лет бросил школу, чтобы профессионально заниматься верховой ездой и продавать лошадей. Своей любовью к лошадям он обязан родителям. Его отец также был наездником, а мать выступала на выездке в дамском седле.
В 2010 году во время участия в соревнованиях Rolex Kentucky Three Day в Лексингтоне, штат Кентукки, на Тауненда упала лошадь. Он сломал ключицу, плечевые кости, грудину и четыре ребра, но благодаря жилету с подушкой безопасности смог покинуть больницу через день.
В настоящее время Тауненд проживает в Элсмире, графство Шропшир.
В 2021 году стал олимпийским чемпионом в командном троеборье на летних Олимпийских играх в Токио.
В 2022 году, за заслуги в области конного спорта, Тауненд был награжден орденом Британской империи (MBE).

### Использование хлыста
За свою карьеру Тауненд получил несколько предупреждений за чрезмерное использование хлыста во время соревнований, а также за езду на чрезмерно старых лошадях. В 2014 году получил устное предупреждение в Бадминтоне за «жестокое обращение с лошадью» и устное предупреждение за «жестокое обращение с лошадью/неправильное использование хлыста» в замке Флорс в 2017 году. В 2018 году Тауненд получил официальное предупреждение за «жестокое обращение с лошадью/избыточное использование хлыста» во время соревнований Badminton Horse Trials, которые широко транслировались. После этого случая он потерял двух спонсоров. Тауненд позже извинился. Позже в том же году он получил ещё одно предупреждение за чрезмерное использование хлыста на Blair Castle International Horse Trials 2018 года. В 2022 году получил устное предупреждение за жестокое обращение с лошадью / чрезмерное использование хлыста на соревнованиях в Стокгольме.
В 2023 году FEI вынесла Тауненду дисциплинарное взыскание за опасную езду на соревнованиях Badminton Horse Trials.